# Experiência de Popper
A experiência de Popper é um experimento proposto pelo filósofo Karl Popper em 1934 para testar a interpretação de Copenhaga e mecânica quântica. O experimento de Popper é uma realização de um argumento semelhante em sentido ao experimento mental de Einstein, Podolsky e Rosen (o paradoxo EPR), apesar de não ser tão conhecido. Enquanto o argumento de Einstein no experimento EPR envolvia um experimento limitado ao mental, Popper propôs um experimento físico para testar tal ação à distância. O mesmo foi realizado em 1999 por Kim e Shih utilizando fonte de fótons SPDC e concluíram que, através de um entrelaçamento, pode-se obter com precisão a posição de um fóton e portanto, confirmar a interpretação de Copenhaga, a interpretação mais conhecida da mecânica quântica, apresentada por Niels Bohr. Antes dessa experiência, Sudbery apontou que o resultado desta poderia ser equacionado:
{\displaystyle \psi (y_{1},y_{2})=\int _{-\infty }^{\infty }e^{iky_{1}}e^{-iky_{2}}\,dk}
Existem várias interpretações da mecânica quântica que não concordam umas com as outras. Apesar de suas diferenças, elas são experimentalmente quase indistinguíveis umas das outros. A interpretação de Copenhaga afirma que observações conduzem a um colapso da função de onda, assim sugerindo o resultado contra-intuitivo que dois sistemas separados, não interativos requerem ação à distância. Popper argumentou que tal não-localidade conflita com o senso comum, com o que também era conhecido ao tempo da astronomia e do "sucesso técnico da física." "Eles todos sugerem a realidade do tempo e a exclusão da ação à distância."

## Experimento proposto por Popper
Popper primeiramente propôs um experimento que testaria a indeterminação na mecânica quântica em dois trabalhos de 1934. Entretanto, Einstein escreveu uma carta a Popper sobre o experimento na qual levantou algumas objeções cruciais, fazendo com que Popper admitisse que a sua ideia inicial foi "baseada em um erro".  Então, na década de 1950, ele respondeu à carta e formulou esse último experimento, o qual finalmente foi publicado em 1982.
```
[
3
]
[
4
]
```

Popper escreveu: 
 Gostaria de sugerir uma experiência crucial para teste se o conhecimento por si só é suficiente para criar "incerteza" e, com ele, dispersão (como é defendido pela interpretação de Copenhague), ou se é a situação física que é responsável pela dispersão.
O experimento proposto por Popper consiste de uma fonte de baixa intensidade de partículas que pode gerar pares de partículas que viajam para a esquerda e para a direita ao longo do eixo x. A baixa intensidade do feixe é "de modo que a probabilidade seja mais alta que duas partículas gravadas ao mesmo tempo à esquerda e à direita que as que realmente interagiram antes da emissão".
Há duas fendas, uma cada nos trajetos das duas partículas. Por trás das fendas estão arranjos semicirculares de contadores que podem detectar as partículas depois que eles passam através das fendas (ver Fig. 1). "Esses contadores são contadores coincidentes [assim] que só detectam partículas que passaram ao mesmo tempo através de A e B."

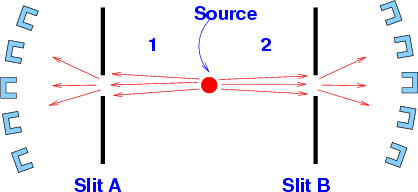
Fig.1 Experimento com as duas fendas de mesma largura. Ambas as partículas devem mostrar igual dispersão em seus momentos.

Popper argumentou que, por causa das fendas localizarem as partículas em uma região estreita ao longo do eixo y, a partir do princípio da incerteza, elas experimentam grandes incertezas nos componentes y de seus momentos. Esse espalhamento maior no momento vai aparecer como partículas a serem detectadas, mesmo em posições que se encontram fora das regiões onde as partículas atingem normalmente com base em seu impulso de propagação inicial.
Popper sugere que contem-se as partículas em coincidência, i.e., contamos apenas as partículas atrás da fenda B, cujo parceiro passou por fenda A. As partículas que não são capazes de passar através da fenda A são ignoradas.